# Мордовський Білий Ключ
Мордовський Білий Ключ (рос. Мордовский Белый Ключ) — село в Вешкаймському районі Ульяновської області Російської Федерації.
Населення становить 423 особи. Входить до складу муніципального утворення Єрмоловське сільське поселення.

## Історія
Від 2004 року входить до складу муніципального утворення Єрмоловське сільське поселення.

## Населення
| 2010 |
| ---- |
| 423  |